# Wards Grove Township
Die Wards Grove Township ist eine von 23 Townships im Jo Daviess County im Nordwesten des US-amerikanischen Bundesstaates Illinois.

## Geografie
Die Wards Grove Township liegt im Nordwesten von Illinois. Die Grenze zu Iowa, die vom Mississippi gebildet wird, befindet sich rund 50 km westlich; die Grenze zu Wisconsin liegt rund 20 nördlich.
Die Wards Grove Township liegt im Osten des Jo Daviess County auf 42°20′06″ nördlicher Breite und 89°57′40″ westlicher Länge und erstreckt sich über 46,17 km². Inmitten der Township liegt das Schutzgebiet Wards Grove Nature Preserve.
Innerhalb des Jo Daviess County grenzt die Township im Süden an die Berreman Township, im Südwesten an die Pleasant Valley Township, im Westen an die Stockton Township, im Nordwesten an die Rush Township und im Norden an die Nora Township. Im Osten grenzt die Wards Grove Township an das Stephenson County sowie im Süden an das Carroll County.

## Verkehr
Durch die Stockton Township verläuft in West-Ost-Richtung der U.S. Highway 20. Bei allen anderen Straßen innerhalb der Township handelt es sich um meist unbefestigte County Roads und weiter untergeordnete Straßen.
Die nächstgelegene Flugplätze sind der rund 90 km westlich in Iowa gelegene Dubuque Regional Airport, der rund 80 km nordwestlich in Wisconsin gelegene Platteville Municipal Airport und der rund 40 km östlich in Illinois gelegene Albertus Airport bei Freeport.

## Bevölkerung
Bei der Volkszählung im Jahr 2010 hatte die Township 224 Einwohner. Die gesamte Bevölkerung der Township lebt über das Gebiet verstreut und es existiert keine Siedlung.